# Caronia (paquebot, 1905)
 (février 2025).
Pour les articles homonymes, voir Caronia (homonymie).
Le Caronia est un paquebot transatlantique britannique mis en service en 1905 pour la Cunard Line. Il assure, conjointement avec son jumeau, le Carmania, la ligne Liverpool—New York. Contrairement à ce dernier, équipé de turbines basse pression, le Caronia utilise encore le système de machines alternatives, la compagnie désirant expérimenter les deux pour définir le plus rentable.
La carrière du navire est sans histoire jusqu'à la Première Guerre mondiale. Il sert alors de croiseur auxiliaire puis de transport de troupes. De retour au service commercial, il navigue sur différentes lignes transatlantiques à destination des États-Unis, du Canada, et de Cuba. En 1932, il est vendu à une société japonaise pour être démoli à Osaka l'année suivante.

## Fait historique
Le Caronia fut le premier paquebot transatlantique à prévenir le commandant Edward Smith du RMS Titanic de la présence d'icebergs, de blocs de glace (growlers) et de champs de glace aux coordonnées de 42° N et de 49° à 51° W le dimanche 14 avril 1912 à 9 heures du matin. 